# حسین کسمایی

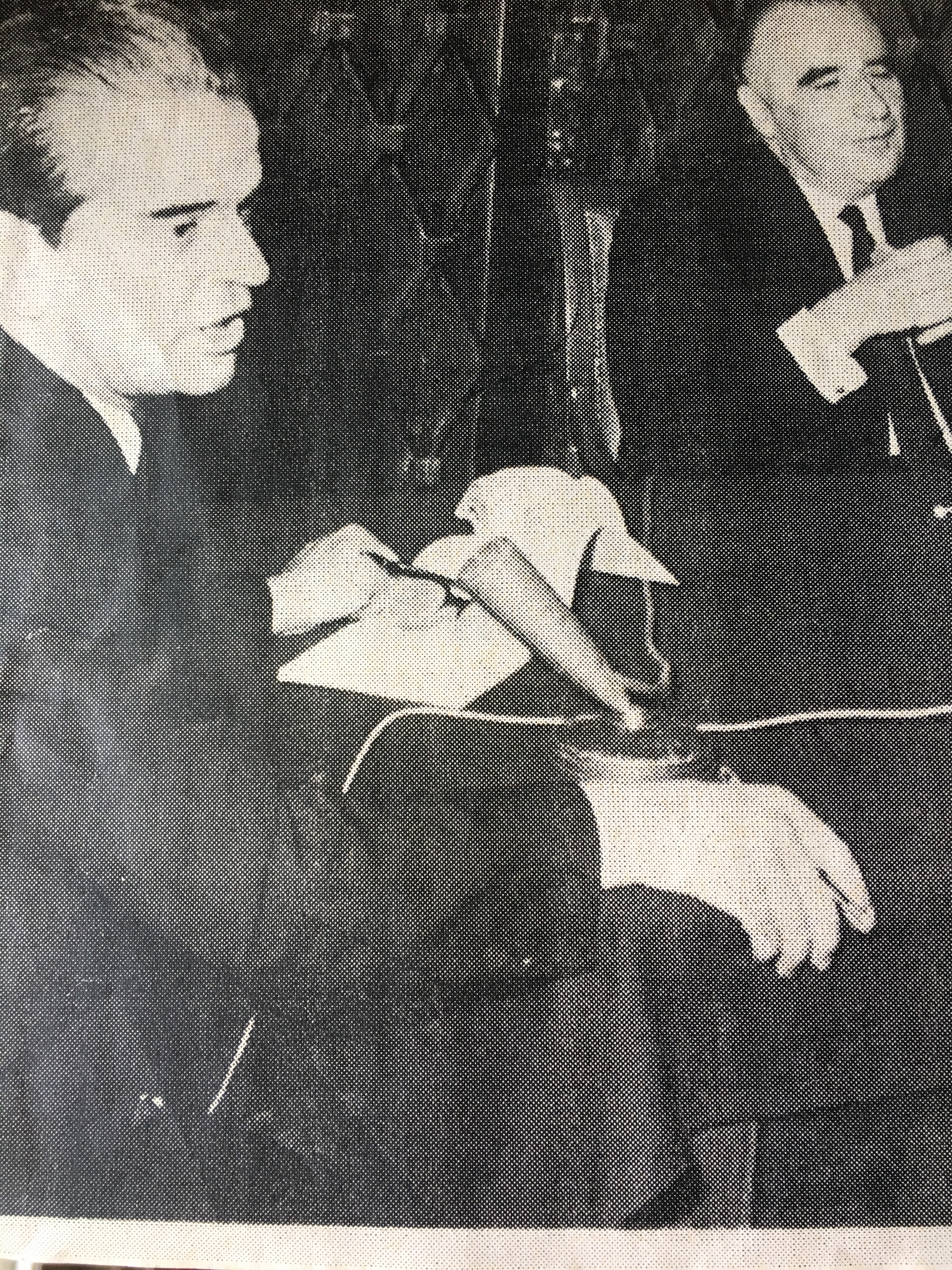
Conférence de presse deG. Pompidou à Téhéran en mai 1968

حسین کسمایی (۱۲۹۳–۱۳۷۶) ادیب، مترجم، نویسنده، روزنامه‌نگار، و استاد دانشگاه، اهل ایران بود.

## تحصیلات
کسمایی در سال ۱۲۹۳ خورشیدی در تهران متولد شد. وی تحصیلات متوسطه خود را در مدرسه لائیک فرانسوی-ایرانی به پایان رساند و تحصیلات عالی خود را در رشته فلسفه ادامه داد. چند سال بعد، او به اخذ درجه دکترا از دانشگاه سوربن پاریس نائل شد.

## زندگی و فعالیت‌ها
در زمان جنگ جهانی دوم به عنوان مترجم به استخدام سفارت لهستان در تهران درآمد. در همان سال‌ها، به تحقیق و مطالعه در ادبیات لهستانی مشغول شد و در سال ۱۳۲۷ مجموعه‌ای به نام «نویسندگان لهستان» با مقدمه بزرگ علوی منتشر ساخت که نمونه‌های برجسته‌ای از ادبیات معاصر لهستان را ارائه می‌داد.
در همان دوران، فلسفه اگزیستانسیالیزم توجه‌اش را جلب کرد و کتابی با عنوان «مکاتب فلسفی: اگزیستانسیالیزم» منتشر ساخت و نیز چند کتاب از ژان پل سارتر را به فارسی برگرداند از جمله «غثیان»، «دست‌های آلوده» و «کار از کار گذشت».
پس از پایان جنگ جهانی دوم و تغییر رژیم در لهستان، او نیز از سمت مترجمی خود در سفارت این کشور استعفا داد و به تألیف کتابی به نام «فلسفه» مشغول گشت.
در سال ۱۳۲۹ خورشیدی، وی به استخدام سفارت فرانسه درآمد و به مدت سی سال مترجم رسمی این سفارت‌خانه بود. در ۱۳۳۴، به خاطر تآلیفات و تلاش‌هایش جهت معرفی ادبیات فرانسه در ایران، مدال برجسته نخل آکادمیک فرانسه را به خود اختصاص داد. در مهرماه ۱۳۴۳ خورشیدی، به مناسبت سفر ژنرال دوگل به ایران، وی به اخذ نشان لژیون دونور از دست ژنرال نائل شد.
در سال ۱۳۵۱ خورشیدی، همزمان با ادامه کار در سفارت فرانسه، او در سمت سردبیر مشغول به کار در ژورنال دو تهران، تنها روزنامه فرانسوی زبان تهران، نیز شد.
در طول این سال‌ها، او همچنین به تدریس در دانشگاه‌های کشور از جمله دانشگاه ملی در رشته ادبیات فرانسه و فلسفه نیز مشغول بود.

## غربت
به دنبال انقلاب اسلامی، حسین کسمایی در سال ۱۳۶۰ ایران را ترک و همراه همسرش راهی فرانسه شد.
او در مهرماه ۱۳۷۶ در پاریس چشم از جهان فروبست و در قطعه ۷۵ گورستان پرلاشز به خاک سپرده شد.

## جستارها
۱- «فلسفه»
۲- «مکاتب فلسفی:اگزیستانسیالیزم»، تهران، آبان ۱۳۲۷
۳ـ «اندیشه‌های برگسون»، بنگاه مطبوعاتی صفی علیشاه

## ترجمه‌ها
1. «نویسندگان لهستان» با مقدمه بزرگ علوی، انتشارات کتاب فروشی ایران
2. «دست‌های آلوده»، اثر ژان پل سارتر
3. «غثیان»، اثر ژان پل سارتر
4. «شاهزاده گمنام» اثر آمینه پاکروان

۵- «کار از کار گذشت» اثر ژان پل سارتر، نشر دادار، تهران ۱۳۸۵
خودآموز زبان
۱- خودآموز زبان فارسی، چاپخانه بانک ملی ایران